# Мадсен, Мартин Тофт
Мартин Тофт Мадсен (дат. Martin Toft Madsen; род. 20 февраля 1985, в Биркерёде,Дания) — датский профессиональный шоссейный велогонщик, выступающий за  континентальную команду BHS–Almeborg Bornholm. Чемпион Дании по шоссейному велоспорту в индивидуальной гонке (2016, 2017).

## Достижения
2015
3-й - Дуо Норман (вместе с Матиасом Вестергором)
2016
1-й  Чемпион Дании — Индивидуальная гонка
2-й - Дуо Норман (вместе с Ларсом Карстенсеном)
3-й - Хроно Наций
8-й - Гран-при Суннволлена
2017
1-й  Чемпион Дании — Индивидуальная гонка
1-й - Хроно Наций
1-й - Skive–Løbet
6-й Чемпионат Европы — Индивидуальная гонка
7-й - Гран-при Суннволлена
9-й - Дуо Норман (вместе с Мортеном Хулгором)